# 이희헌 (기업인)
이희헌(李羲憲, 1959년 ~ )은 대한민국의 금융인, 기업인이다. 은행 경력으로는 기업은행, 동남은행 근무, 기업금융과 국제금융 업무 담당이었다.

## 경력
- 대구대학교 경영학과
- 1986년 ~ 1891년 기업은행 근무
- 1991년 ~ 1998년 동남은행 근무[2]
- 1998년 2월 동남은행 종합기획부
- 남광토건 주주
- 골든에셋플래닝 대표이사[3]
- 남광토건 이사[4]
- 2003년 7월 27일[5] ~ 남광토건 대표이사
- ~ 2004년 10월 21일[6] 골든에셋플래닝 이사